# 937
937 (CMXXXVII) je bilo navadno leto, ki se je po julijanskem koledarju začelo na nedeljo.

## Dogodki
- 1. januar

## Rojstva
- as-Sulami, perzijski sufi († 1021)

## Smrti
- David Al-Mokamec, arabski judovski teolog in filozof
- Marozija, senatorka in patricija Rima (* ok. 890)